# Nops blandus
Nops blandus (лат.) — вид мелких пауков рода Nops из семейства Caponiidae. Южная Америка: Виргинские острова, Пуэрто-Рико, Гаити. Длина самца 4,6 мм (брюшко — 2,5 мм). На головогруди имеют только 2 глаза. Головогрудь оранжевая, блестящая. Лабиум длиннее своей ширины, слит со стернумом. Максиллы лишь немного длиннее лабиума. Брюшко овальное, зеленоватое. Вид Nops blandus был впервые описан в 1942 году американским арахнологом профессором Элизабетой Бриант (Elizabeth B. Bryant, 1875—1953) под первоначальным названием Caponina blanda. Таксон Nops blandus включён в состав рода Nops MacLeay, 1839 вместе с Nops anisitsi, Nops branicki и другими видами.